# Moscoforo
Il cosiddetto Moscoforo (in greco antico: μοσχοφόρος?, moschophóros, da μόσχος, "vitello", e φέρω, "portare": "portatore di vitello") è una scultura greca in marmo dell'Imetto di età arcaica (570-560 a.C. circa), alta 162 cm e conservata nel Museo dell'Acropoli ad Atene.

## Storia
La statua fu rinvenuta sull'Acropoli di Atene nel 1863 negli scavi a sud-est dell'Acropoli nella cosiddetta colmata persiana, ovvero il terrapieno in cui erano stati sepolti tutti i resti dei monumenti distrutti dai Persiani nel 480 a.C.

## Descrizione e stile
L'occasione della dedica fatta ad Atena è incerta: potrebbe trattarsi del vincitore di una gara che aveva come premio un vitello o di un sacrificio in onore della dea.
La figura originariamente era policroma, con occhi di pasta vitrea, avorio e osso. Il viso dell'uomo presenta il cosiddetto "sorriso arcaico" (utile per l'arrotondamento degli occhi e della bocca) e lo sguardo dritto, opposto allo sguardo abbassato del vitello. I muscoli sono ben torniti ed hanno una superficie fluida e levigata, collegata alle cadenze lineari del sottilissimo mantello che ricade con due lembi decorativi sul davanti. Da notare la disposizione chiastica delle braccia del giovane e delle zampe del vitello sulle sue spalle, che contribuisce a serrare il rapporto tra le due figure, le partiture orizzontali dell'addome e le forme corporee (specie delle spalle) ben definite, il mantello che addolcisce le linee e crea una continuità tra il gomito e il bacino in una morbida linea di contorno. Come osserva H. Payne, qui, la struttura prevalentemente cubica del kouros greco sembra per la prima volta smorzarsi in una maggiore volontà di lavorazione a tutto tondo.

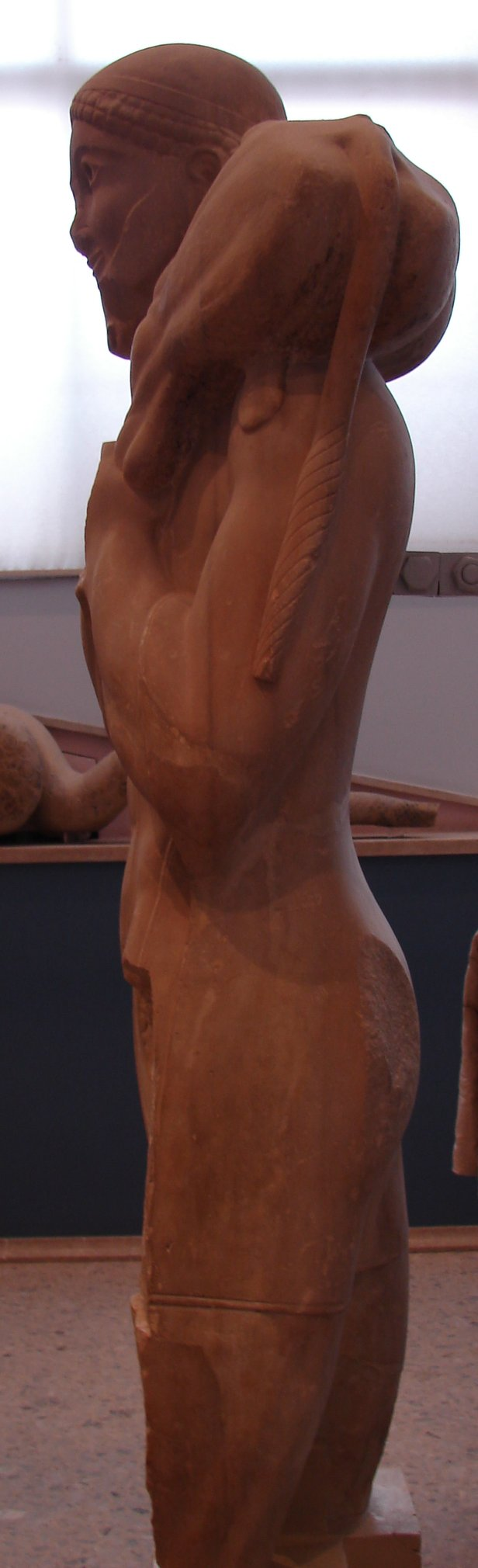
Veduta laterale
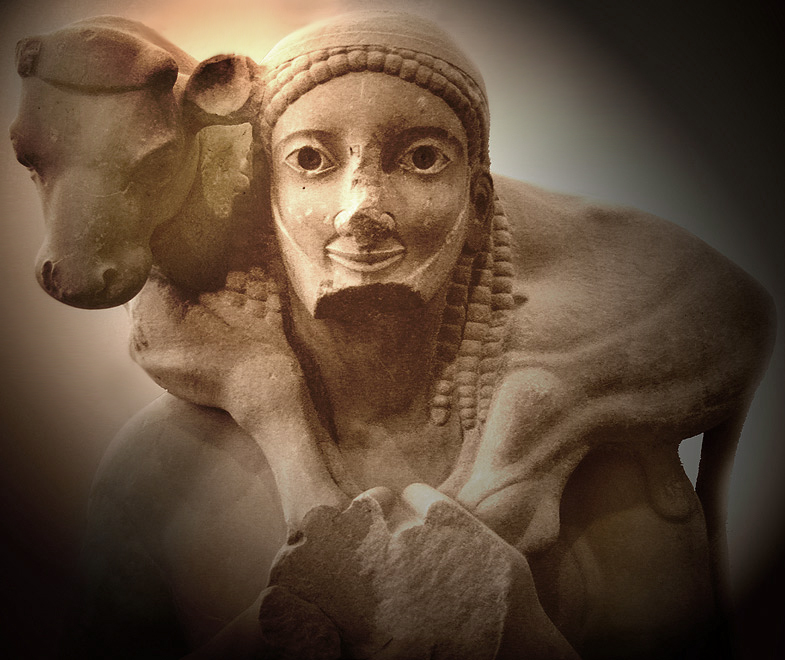
Dettaglio